# Gryllus comptus
Gryllus comptus är en insektsart som beskrevs av Walker, F. 1869. Gryllus comptus ingår i släktet Gryllus och familjen syrsor. Inga underarter finns listade i Catalogue of Life.